# The Soundhouse Tapes
The Soundhouse Tapes är en singel-EP utgiven av det engelska heavy metal-bandet Iron Maiden den 10 november 1979. EP:n är tryckt av en demo som gruppen spelade in den 30 december 1978, kallad The Spaceward Demo. Demon spelade de in billigt eftersom de var på nyårsnatten. Bandet spelade då in fyra låtar, Iron Maiden, Invasion, Prowler och Strange World. Den sista låten kom aldrig med på The Soundhouse Tapes för bandet var inte belåtna med hur inspelningen blev. Demoversionen av Strange World släpptes aldrig förrän på samlingsalbumet Best of the Beast, 1996.
The Soundhouse Tapes var en viktig del i Iron Maidens framtid, vilket skulle snart ge dem ett kontrakt med skivbolaget EMI. EP:n släpptes på independentbolaget Rock Hard Records som tillhörde Neal Keys Heavy Metal Soundhouse som även The Soundhouse Tapes fått sitt namn ifrån. Det var på Soundhouse demo blev känd och bandet uppträdde här många gånger.
The Soundhouse Tapes pressades bara i 5 000 exemplar för att ge de fans som Iron Maiden hade något alldeles extra. Bandet hade aldrig tidigare släppt en demo eller skiva. Man kunde bara beställa skivan genom postorder och alla 5 000 exemplar sålde slut på en vecka. Därefter fick skivaffärer runt om i England många förfrågningar om de sålde The Soundhouse Tapes.
Tack vare att så få skivor pressades är den därför mycket eftertraktad bland Iron Maiden-fans. Den kan vara värd mycket pengar. I och med att detta förekommer det också flera olika kopior av The Soundhouse Tapes. Många fans har blivit lurade när de trott att de köpt en äkta The Soundhouse Tapes skiva när de i själva verket fått en kopia.

## Låtlista
1. Iron Maiden (Harris)
2. Invasion (Harris)
3. Prowler (Harris)

## Låtarna
Låtarna spelades in då Iron Maiden inte hade någon andra gitarrist, så Dave Murray gjorde alla gitarrspel själv.

### Iron Maiden
Detta är den första versionen som spelats in av låten som skulle bli Iron Maidens varumärke. Inspelningen är lite mer rå än den versionen som slutligen skulle komma på albumet, Iron Maiden - Iron Maiden. Den här versionen har ett mycket långsammare tempo och känns nästan som den sackar efter ibland. Men det visar den råa kraft och energi som Iron Maiden hade under sin tidiga historia.

### Invasion
Invasion är en av de tidiga låtar Steve Harris skrev. Det är en låt som handlar om en invasion av vikingar, och som senare släpptes som b-sida till singeln Women in Uniform. Låten ledde sedan vidare till Invaders som släpptes på albumet The Number of the Beast. Den här originalversionen har lite långsammare tempo än den senare versionen.

### Prowler
Det här är den tidigaste versionen av Prowler, (som handlar om en blottare) en klassisk Iron Maiden-låt. Den spelades senare in i ett snabbare tempo och hamnade på Iron Maiden - Iron Maiden. Även den här låten visar den stora energi som Iron Maiden verkligen hade.

## Banduppsättning
- Paul Di'Anno - sång
- Dave Murray - gitarr
- Paul Cairns - gitarr [1]
- Steve Harris - bas
- Doug Sampson - trummor